# Basilica di Nostra Signora della Cabeza

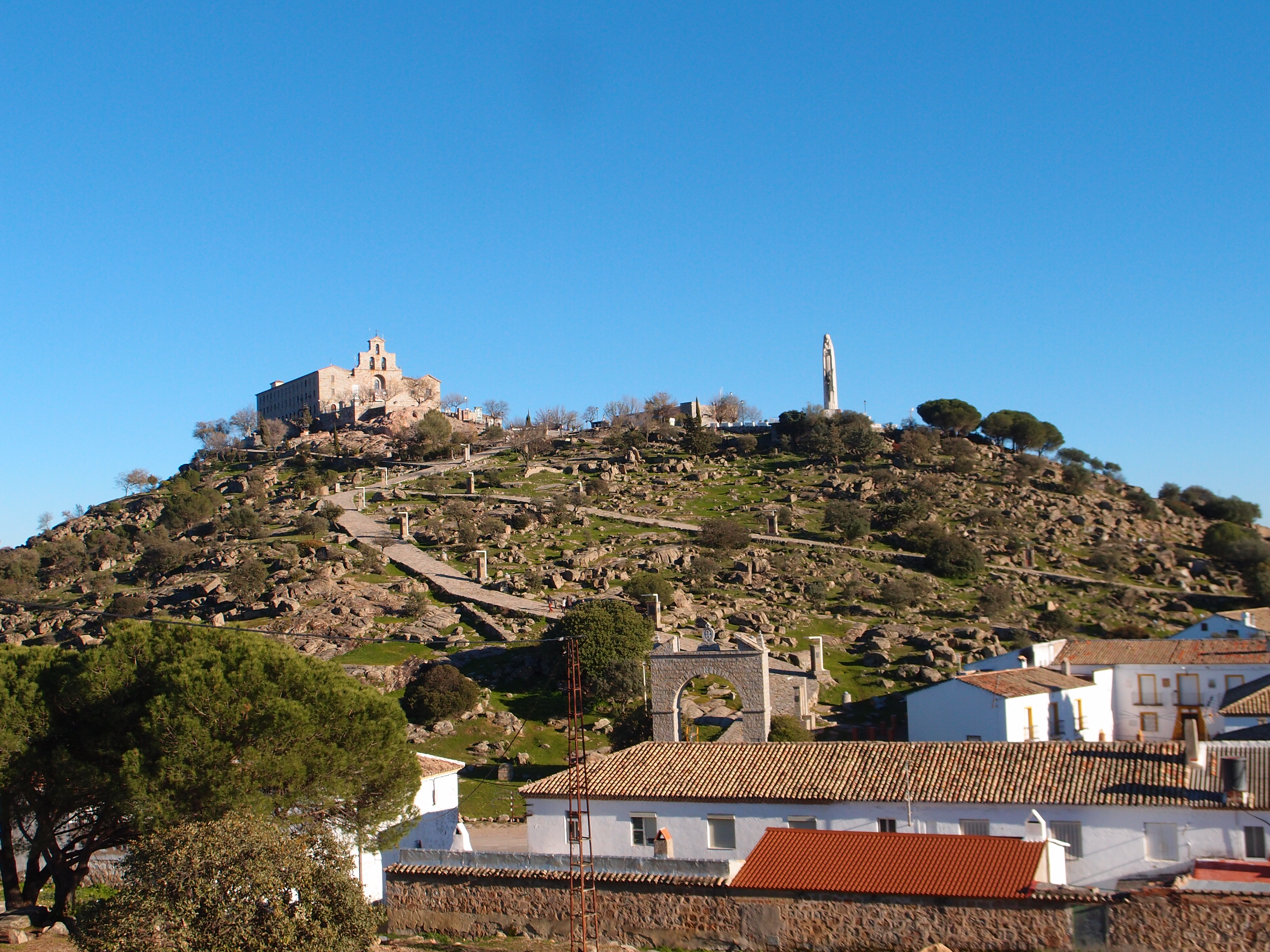
Vista panoramica della basilica

La Basilica e Santuario Reale della Santissima Vergine della Cabeza (in spagnolo: Basílica y Real Santuario de la Santísima Virgen de la Cabeza) è un edificio di culto cattolico situato all'interno del Parco naturale della Sierra di Andújar, e precisamente sulla collina nota come cerro del Cabezo, 32 km a nord dalla città di Andújar nella provincia di Jaén. Vi si venera l'immagine della Madonna della Cabeza, patrona di Andújar, in forza della bolla di papa Pio X del 18 marzo 1909, e della diocesi di Jaén, in forza della bolla di papa Giovanni XXIII del 27 novembre 1959.
Il 25 ottobre 2008, papa Benedetto XVI concesse al santuario l'indulgenza plenaria,, nel 2009 ricevette dal medesimo papa il singolare privilegio della rosa d'oro e il 21 aprile 2010 fu elevata alla dignità di basilica minore.

## Storia

### L'immagine della Madonna della Cabeza

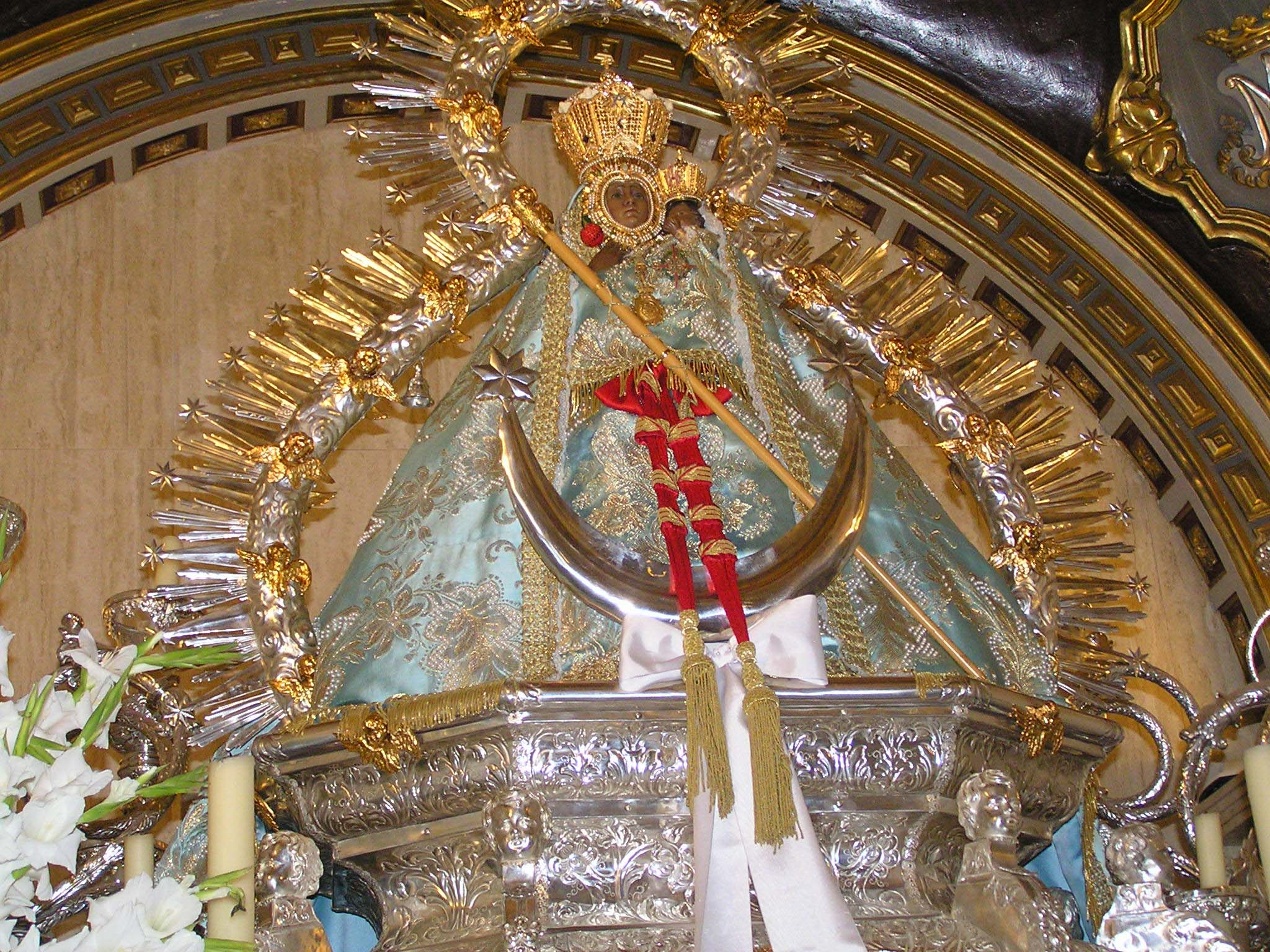
L'attuale effigie

Secondo la tradizione, nella notte fra l'11 e il 12 agosto 1227, un pastore monco di nome Juan Alonso de Rivas Rodríguez si trovava ad accudire la sua mandria. Udì i rintocchi di una campana e vide una luce nella notte, in cui gli apparve l'immagine della Madonna con l'incarico di raccontare al popolo di Andújar ciò che era successo, affinché costruisse un santuario sul luogo dell'apparizione. Al principio la gente non fece caso alla storia, ma dopo il miracolo della guarigione della sua mano la gente credette. Si istituì la Confraternita di Nuostra Signora della Cabeza e si diede inizio alla costruzione della chiesa sulla collina dell'apparizione. 
Il Santuario fu costruito fra il 1287 e il 1304 sulla collina de La Cabeza. Fu profondamente ristrutturato alla fine del XVI secolo. Dal 1930 sono presenti nel santuario i trinitari. Il 3 luglio 2011 fu consacrato il nuovo altare della basilica.

### L'incoronazione del 1909
L'incoronazione canonica fu concessa da papa Pio X il 10 novembre 1907. Il 20 aprile 1909 l'effigie fu traslata alla chiesa parrocchiale di Santa María la Mayor. Il 23 aprile 1909 le corone della Madonna e del Bambino Gesù furono benedette nella parrocchiale dall'arcivescovo di Granada, José Meseguer y Costa. Alla cerimonia erano presenti: Juan José Laguarda y Fenollera, vescovo di Jaén; Vicente Casanova y Marzol, vescovo di Almería; Antonio Rodríguez Montero, arciprete e parroco; il clero della città; Adolfo Valenzuela y Samaniego, conte di Torrejón e delegato del re Alfonso XIII; Javier Molina y Ordóñez, governatore civile della provincia; Gabriel Ortiz Cosgaya, sindaco; y Joaquín María Serrano Martínez, priore della confraternita. L'effigie della Vergine della Cabeza fu traslata in un padiglione con un altare costruito sulla vicina spianata di Colón, dove fu incoronata. Sulla spianata una grande moltitudine di fedeli era accorsa per presenziare all'evento. L'effigie fu poi riportata nella chiesa parrocchiale e nella notte fu portata in processione per le vie della città.
Nel 1950 fu nominata capitano generale degli Eserciti di Spagna.

### Nuova incoronazione di riparazione del 1960
La nuova effigie sostituì quella originaria, perduta durante l'assedio del santuario, e fu traslata ad Andújar nel 1960, dove fu incoronata dal vescovo di Jaén Félix Romero Mengíbar.

### Processione
Non si conosce l'inizio della processione (romería), che si pensa possa risalire all'epoca dei Re Cattolici (XV secolo). Fino al principio del XVI secolo, all'anno 1505, non è certo che la festa fosse celebrata l'ultima domenica di aprile. È una delle processioni più antiche di Spagna.

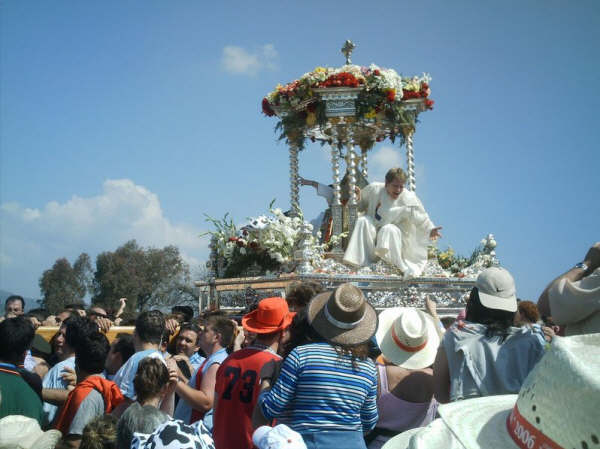
La discesa della Madonna per il sentiero.

Miguel de Cervantes partecipò alla processione della Vergine della Cabeza nel 1592. Ne scrisse nella sua opera Los trabajos de Persiles y Sigismunda (1617).
Il principe di Fez, Muley Xeque, si fece cattolico dopo aver assistito alla romería della Madonna della Cabeza nel 1593. Fu battezzato dall'arcivescovo di Toledo García Loaysa y Girón nel monastero di San Lorenzo de El Escorial. Gli fecero da padrini Filippo II e sua figlia, Isabella Clara Eugenia. Divenne amico personale dello scrittore Lope de Vega, che scrisse di questi fatti nella La tragedia del rey D. Sebastián y bautizo del Príncipe de Marruecos (1618). Pedro Calderón de la Barca s'ispirò alla stessa storia per scrivere El gran príncipe de Fez don Baltasar de Loyola (1672).
Manuel de Salcedo Olid scrisse sulla Madonna della Cabeza nella sua opera Panegírico historial de N. Señora de la Cabeza (1677).
Hanno scritto di questa devozione e della sua processione anche Gonzalo Argote de Molina nella sua Nobleza de Andalucía (1588), Ambrosio de Morales in Antigüedad de la ciudades de España (1557), Jaime Oliver Asín in Vida de D. Felipe de África, príncipe de Fez y Marruecos (1566-1621), Bartolomé Pérez Guzmán, Luisa Fe y Jiménez, Alfredo Cazabán Laguna, Antonio Alcalá Venceslada e Carlos de Torres Laguna.

### La Guerra civile
Durante la Guerra civile spagnola la basilica fu il rifugio di circa duecento membri della Guardia Civil della provincia, che avevano aderito alla sollevazione militare spagnola del luglio del 1936, delle loro famiglie e di numerosi civili che restarono asserragliati al suo interno. Resistettero per nove mesi all'assedio contro un contingente molto più numeroso di soldati repubblicani. Durante i mesi dell'assedio alcune persone uscirono dal santuario e si unirono agli assedianti repubblicani, fino a quando il 1º maggio 1937, con il santuario ridotto in macerie, cadde ferito a morte il capitano Santiago Cortés González e il Santuario fu conquistato dai repubblicani.
I bombardamenti avevano ridotto il Santuario in macerie, con la perdita del suo patrimonio artistico e dell'immagine originale della Madonna della Cabeza. Successivamente gli alti comandi dell'esercito repubblicano diedero grande importanza alla conquista del santuario e al conseguente sgombero, considerandolo più un simbolo che una vittoria strategica rilevante per la guerra.
Nel 1949 dagli avvenimenti fu tratto il film El santuario no se rinde, in cui si esalta l'eroismo dei nazionalisti.